# Rivière Petawaga
Rivière Petawaga är ett vattendrag i Kanada.   Det ligger i provinsen Québec, i den sydöstra delen av landet, 170 km norr om huvudstaden Ottawa.
I omgivningarna runt Rivière Petawaga växer i huvudsak blandskog. Trakten runt Rivière Petawaga är nära nog obefolkad, med mindre än två invånare per kvadratkilometer.